# 리후정
리후정(일본어: 利府町)은 일본 미야기현 중부에 있는 미야기군의 정이다.
센다이시의 북동쪽으로 인접하는 센엔 지구에 위치해 리후선(도호쿠 본선의 지선)과 미야기현도 8호 센다이 마쓰시마선(통칭 리후 가도)을 통해 센다이시 도심부와 연결된다. 센다이 도시권 안에서는 신흥 주택 지역이며 이온 리후 쇼핑센터를 중심으로 상업 시설이 들어서 있어 센엔 지구의 상업 중심지가 되고 있다. 또 마쓰시마 방면으로 빠지는 리후 가도와 고속도로가 지나는 교통의 요지이기도 하다. 정내의 아오야마에 미야기현의 인구중심이 있다.

## 인접한 자치체
- 센다이시(미야기노구)
- 다가조시
- 시오가마시
- 미야기군 마쓰시마정
- 구로카와군 오사토정, 다이와정, 도미야정

## 역사
- 1889년 4월 1일 - 시정촌제 시행으로 리후촌이 탄생하였다.
- 1967년 10월 1일 - 정으로 승격하였다.

## 인구
| 연도 | 인구   | ±%     |
| ---- | ------ | ------ |
| 1920 | 4,718  | —      |
| 1930 | 5,211  | +10.4% |
| 1940 | 5,598  | +7.4%  |
| 1950 | 7,764  | +38.7% |
| 1960 | 7,927  | +2.1%  |
| 1970 | 8,031  | +1.3%  |
| 1980 | 11,201 | +39.5% |
| 1990 | 16,321 | +45.7% |
| 2000 | 29,848 | +82.9% |
| 2010 | 33,944 | +13.7% |

## 교통

### 철도
- 동일본 여객철도
  - 도호쿠 본선(리후선)
  - 센세키선

### 도로
- 산리쿠 자동차도(일본어판)
- 센다이 북부도로
- 국도 45호선